# Ендруз (Северна Каролина)
Ендруз (енгл. Andrews) град је у америчкој савезној држави Северна Каролина.

## Демографија
По попису из 2010. године број становника је 1.781, што је 179 (11,2%) становника више него 2000. године.
| Група             | 2000.         | 2010.         |
| Белци             | 1.483 (92,6%) | 1.550 (87,0%) |
| Афроамериканци    | 43 (2,7%)     | 23 (1,3%)     |
| Азијати           | 0 (0,0%)      | 1 (0,1%)      |
| Хиспаноамериканци | 42 (2,6%)     | 134 (7,5%)    |
| Укупно            | 1.602         | 1.781         |